# Негони (Мичиген)
Негони (енгл. Negaunee) град је у америчкој савезној држави Мичиген. По попису становништва из 2010. у њему је живело 4.568 становника.

## Демографија
Према попису становништва из 2010. у граду је живело 4.568 становника, што је 8 (0,2%) становника мање него 2000. године.
| Група             | 2000.         | 2010.         |
| Белци             | 4.411 (96,4%) | 4.381 (95,9%) |
| Афроамериканци    | 13 (0,3%)     | 6 (0,1%)      |
| Азијати           | 10 (0,2%)     | 14 (0,3%)     |
| Хиспаноамериканци | 20 (0,4%)     | 50 (1,1%)     |
| Укупно            | 4.576         | 4.568         |